# جالا
جالا (به صربی: Đala) یک منطقهٔ مسکونی در صربستان است که در Novi Kneževac Municipality واقع شده‌است. جالا ۱٬۰۰۴ نفر جمعیت دارد و ۷۶ متر بالاتر از سطح دریا واقع شده‌است.